# Rainbow Takeaway
Rainbow Takeaway je osmé sólové studiové album britského hudebníka Kevina Ayerse. Jeho nahrávání probíhalo ve studiu Workshop Studio a album vyšlo v dubnu 1978 u vydavatelství Harvest Records. Jeho producenty byli Ayers a Anthony Moore.

## Seznam skladeb
Všechny skladby napsal Kevin Ayers.
| Strana 1 (LP) | Strana 1 (LP)                         | Strana 1 (LP) |
| Pořadí        | Název                                 | Délka         |
| ------------- | ------------------------------------- | ------------- |
| 1.            | Blaming It All on Love                | 3:00          |
| 2.            | Ballad of a Salesman Who Sold Himself | 4:30          |
| 3.            | A View from the Mountain              | 6:15          |
| 4.            | Rainbow Takeaway                      | 3:50          |

| Strana 2 (LP) | Strana 2 (LP)        | Strana 2 (LP) |
| Pořadí        | Název                | Délka         |
| ------------- | -------------------- | ------------- |
| 5.            | Waltz for You        | 5:22          |
| 6.            | Beware of the Dog II | 5:59          |
| 7.            | Strange Song         | 2:41          |
| 8.            | Goodnight Goodnight  | 3:06          |
| 9.            | Hat Song             | 1:17          |

## Obsazení
- Kevin Ayers – kytara, zpěv
- Ollie Halsall – kytara
- Billy Livsey – klávesy
- Rob Townsend – bicí
- Charles McCracken – baskytara
- Anthony Moore – klávesy
- Graham Preskett – housle
- Barry DeSouza – bicí